# Thomas Wijck

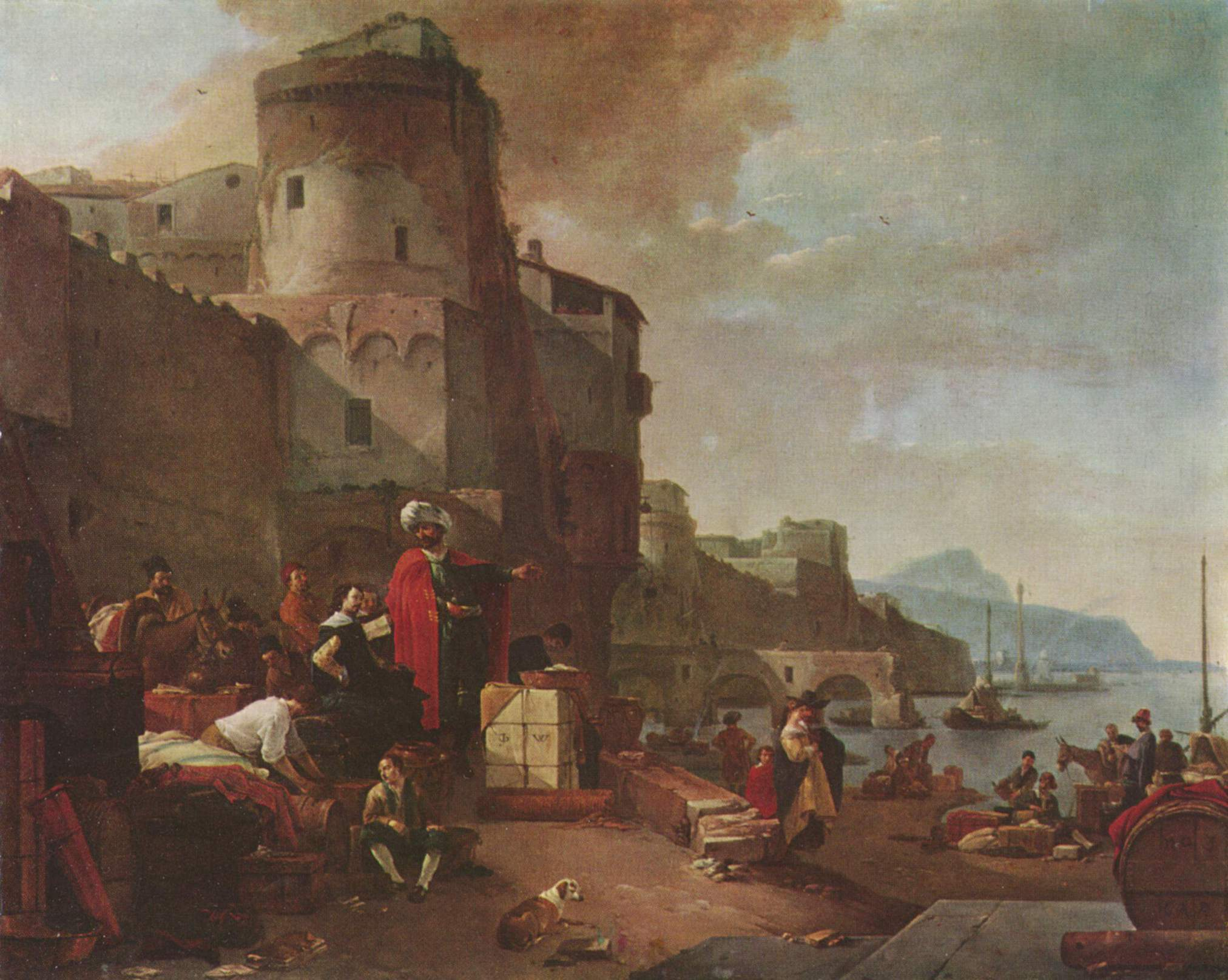
Italiensk hamn

Målning. Vetenskapsman i sitt arbetsrum. Thomas Wijck - Hallwylska museet

Thomas Wijck (även Wijk, Wyk eller Wyck), född sannolikt 1616 i Beverwyck, död 1677 i Haarlem, var en holländsk målare. Han var far till Jan Wyck.
Wijck var lärjunge till sin far och utbildade sig vidare under inflytande av Pieter van Laer och Jan Miel. Han studerade i Italien och målade gatubilder, varefter han slog sig ned i Haarlem, där han 1642 var medlem i Lukasgillet. Där målade han nordiska interiörer med figurer möjligen under inflytande av Adriaen van Ostade och Jan Miense Molenaer, dock med en egen karaktär i återgivningen av klärobskyren i ett rum upplyst av ett enda fönster. Hans italienska bilder framställer vanligen hamn- och strandscener med konventionell färg och uppfattning. Hans holländska genretavlor återger vanligen en lärd eller en alkemist i sitt arbetsrum. Av den förra gruppen finnas representanter i Haarlem, Wien, Berlin, Dresden, Köpenhamn och i Stockholm, av den senare i Kassel, Sankt Petersburg och München. Av hans husliga scener finns exemplar i Köpenhamn, Frankfurt am Main och Amsterdam.